# Zoologická zahrada San Diego
Zoologická zahrada San Diego (anglicky San Diego Zoo) se nachází v San Diegu v americkém státě Kalifornie. Zoologická zahrada je součástí městského Balboa Parku a má rozlohu 40 hektarů. Je otevřena každodenně a stala se nejnavštěvovanější zoo v USA, když za rok 2018 překonala hranici čtyř milionů příchozích. Je organizována v Association of Zoos and Aquariums. Žije v ní okolo 12 000 jedinců náležejících ke 680 taxonům.

## Historie
Zoo navazuje na světovou výstavu Panama–California Exposition v roce 1915, jejíž součástí byly i výběhy pro exotická zvířata. Péči o ně pak převzala Zoologická společnost v San Diegu, založená 2. října 1916. Zařízení zahrady navrhl architekt Louis John Gill. V roce 1922 se San Diego stalo první zoologickou zahradou na světě, která vystavila lvy bez klecí. Roku 1969 vybudovala švýcarská firma Von Roll kabinovou lanovku, která návštěvníkům usnadňuje pohyb po areálu. Od roku 1972 se v nedalekém Escondidu nachází partnerské zařízení San Diego Zoo Safari Park. V roce 1975 zde Kurt Benirschke založil centrum pro reprodukci ohrožených živočichů, jehož součástí je tzv. mražená zoo. V osmdesátých letech se stal populární postavou samec orangutana bornejského jménem Ken Allen (1971–2000), který dokázal opakovaně uprchnout z výběhu a pro svoji schopnost překonávat sofistikované překážky byl srovnáván s Harrym Houdinim.

## Chovatelské úspěchy
Zahrada je mimořádně úspěšná v odchovu koaly medvídkovitého, díky subtropickému klimatu zde roste mnoho blahovičníků, jimiž se koalové živí. V roce 1961 se zde narodil první koala na západní polokouli. Pochází odsud rovněž jediný albínský exemplář koaly v zajetí, který dostal jméno Onya-Birri.
Zoo v San Diegu má světový primát v odchovu mnoha druhů, poprvé se zde v zajetí rozmnožil korovec jedovatý, kožnatka africká nebo arara zelený. Díky její záchranářské činnosti se podařila reintrodukce 44 živočišných druhů do volné přírody. Zapojila se rovněž do programu pandí diplomacie. Je zde chován medvěd lední, levhart obláčkový, ďábel medvědovitý, manul, okapi, sajga tatarská, gazela dama, kůň Převalského, hulman uzdičkový, vari červený, vrána havajská, kondor kalifornský, tučňák brýlový, želva sloní, leguán nosorohý a skokan maskovaný. Zahrada se věnuje rovněž botanice, na jejím území se nachází okolo 700 000 rostlin.

## Zoo v populární kultuře
Jawed Karim natočil roku 2005 v zoo první video, které kdy bylo umístěno na serveru YouTube. Záběry zahrady se objevily ve filmu Občan Kane a skupina Beach Boys zde nafotila obal svého alba Pet Sounds. Před hlavním vchodem se nachází bronzová socha lva Rexe, maskota zoo.

## Galerie

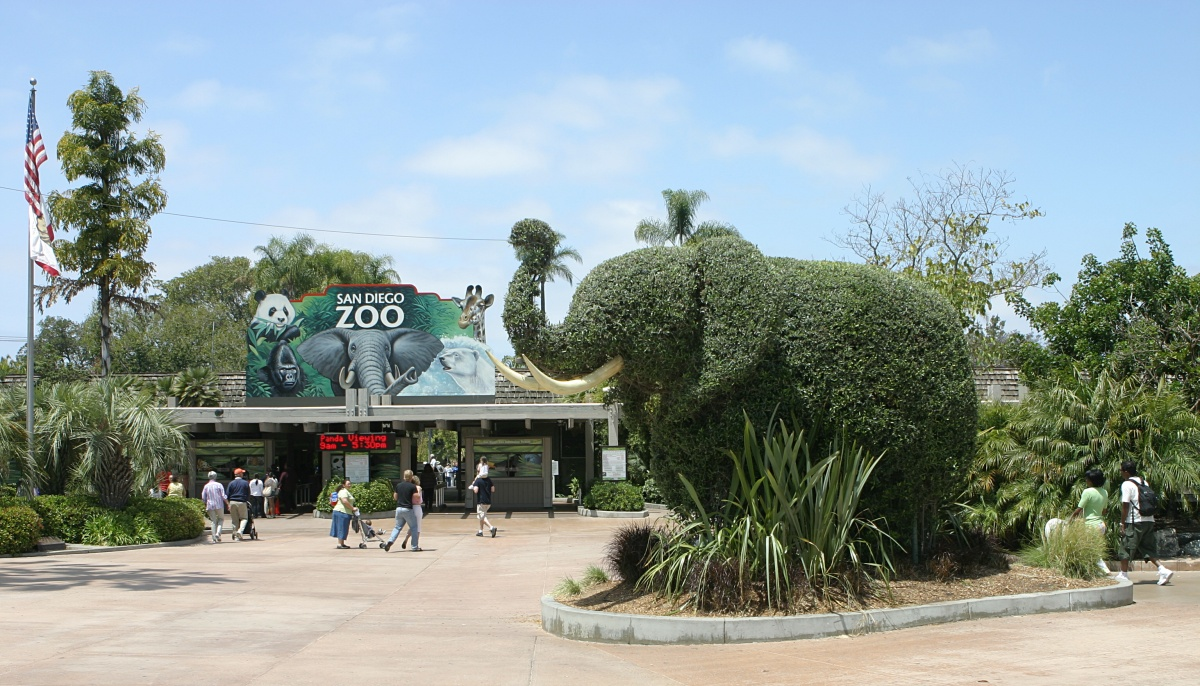
Vchod do zahrady
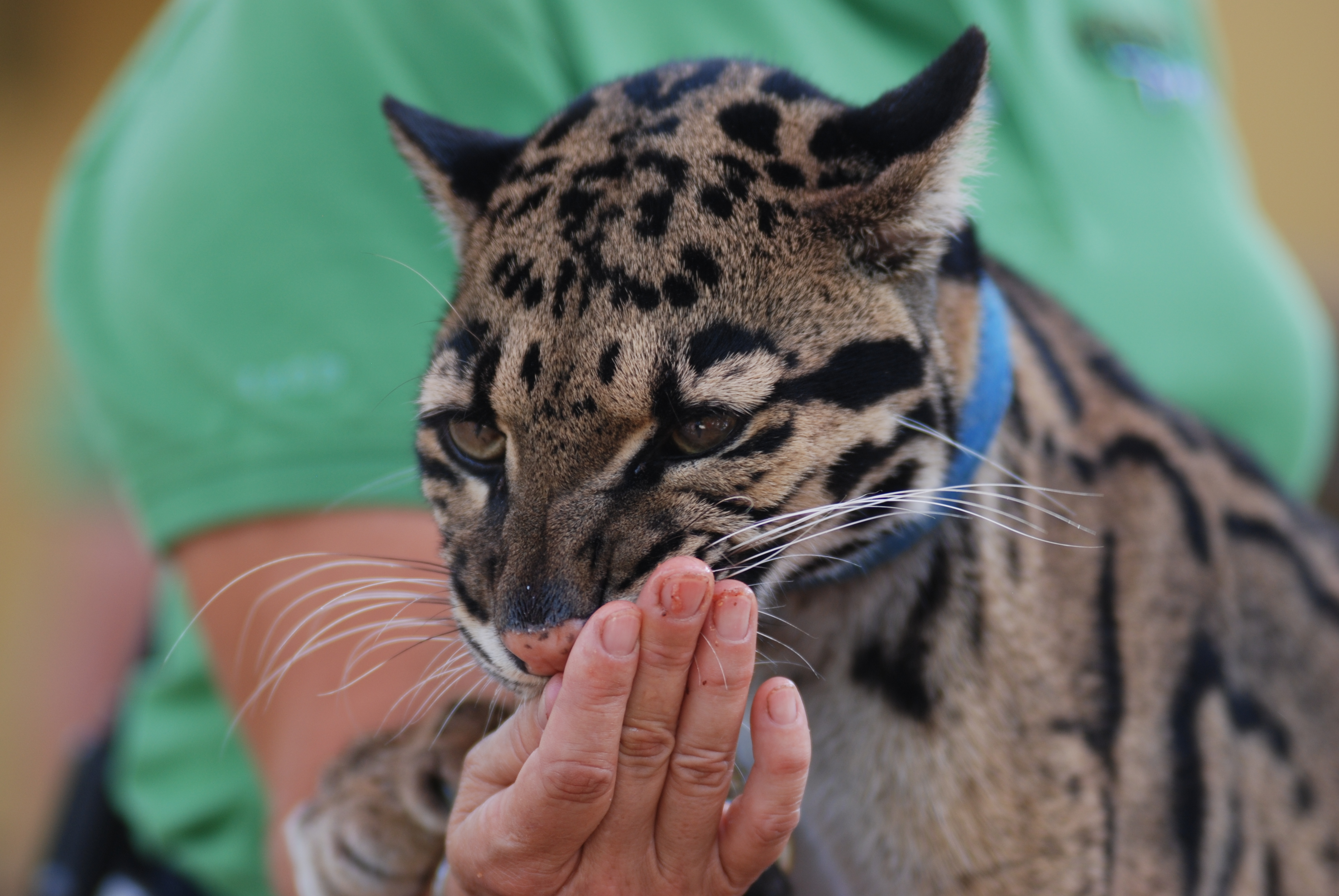
Levhart obláčkový
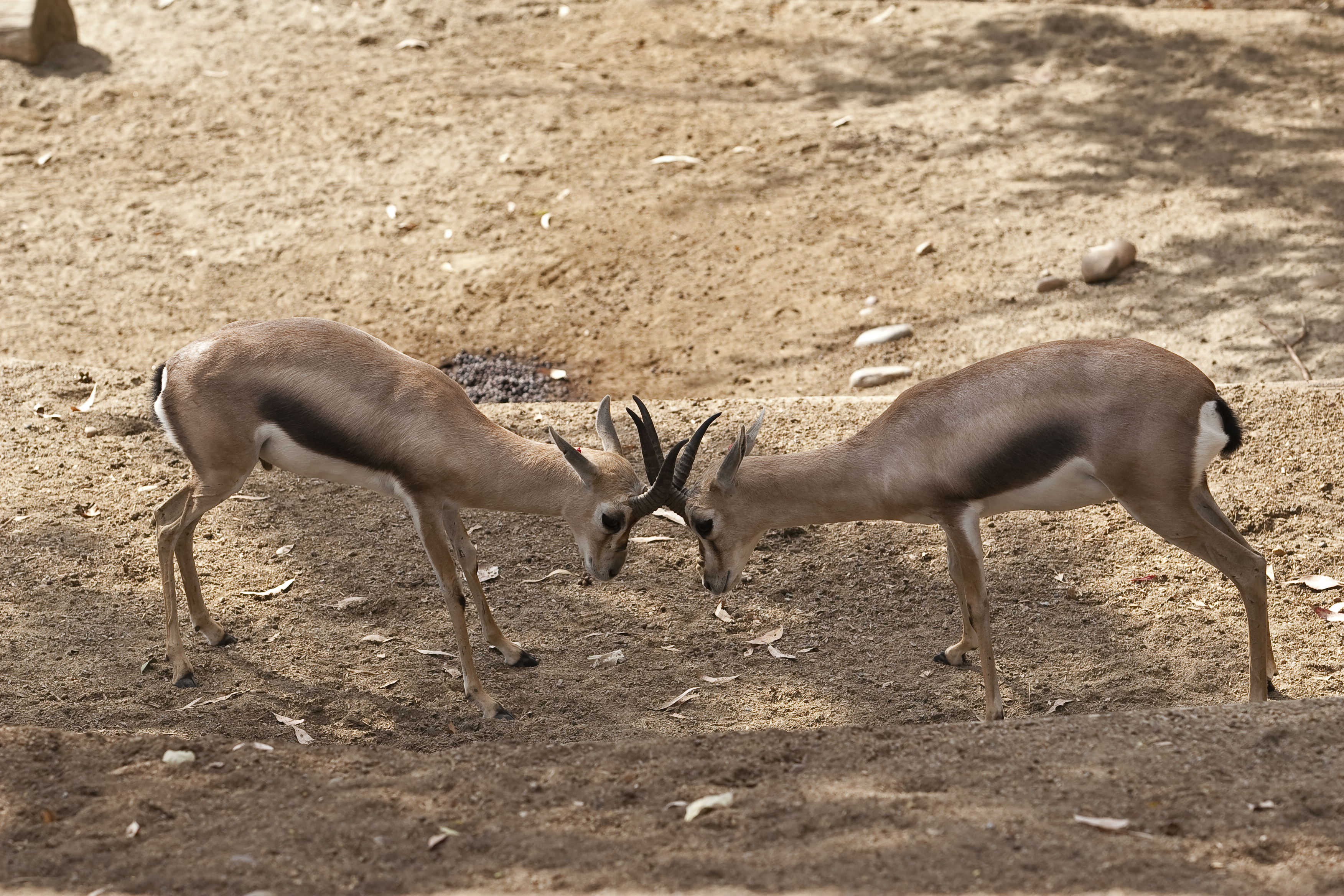
Gazely Spekeovy
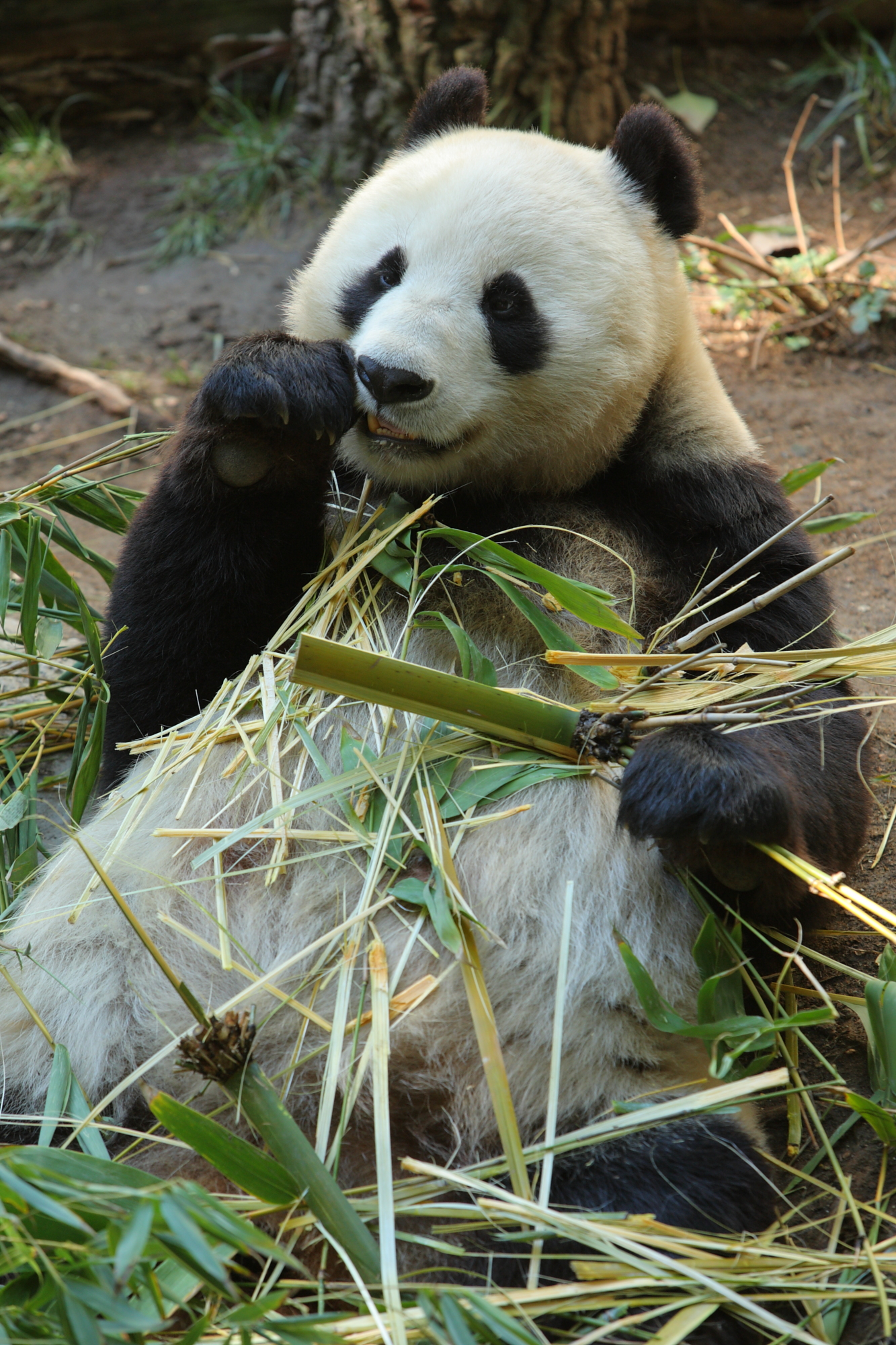
Panda Paj Jün
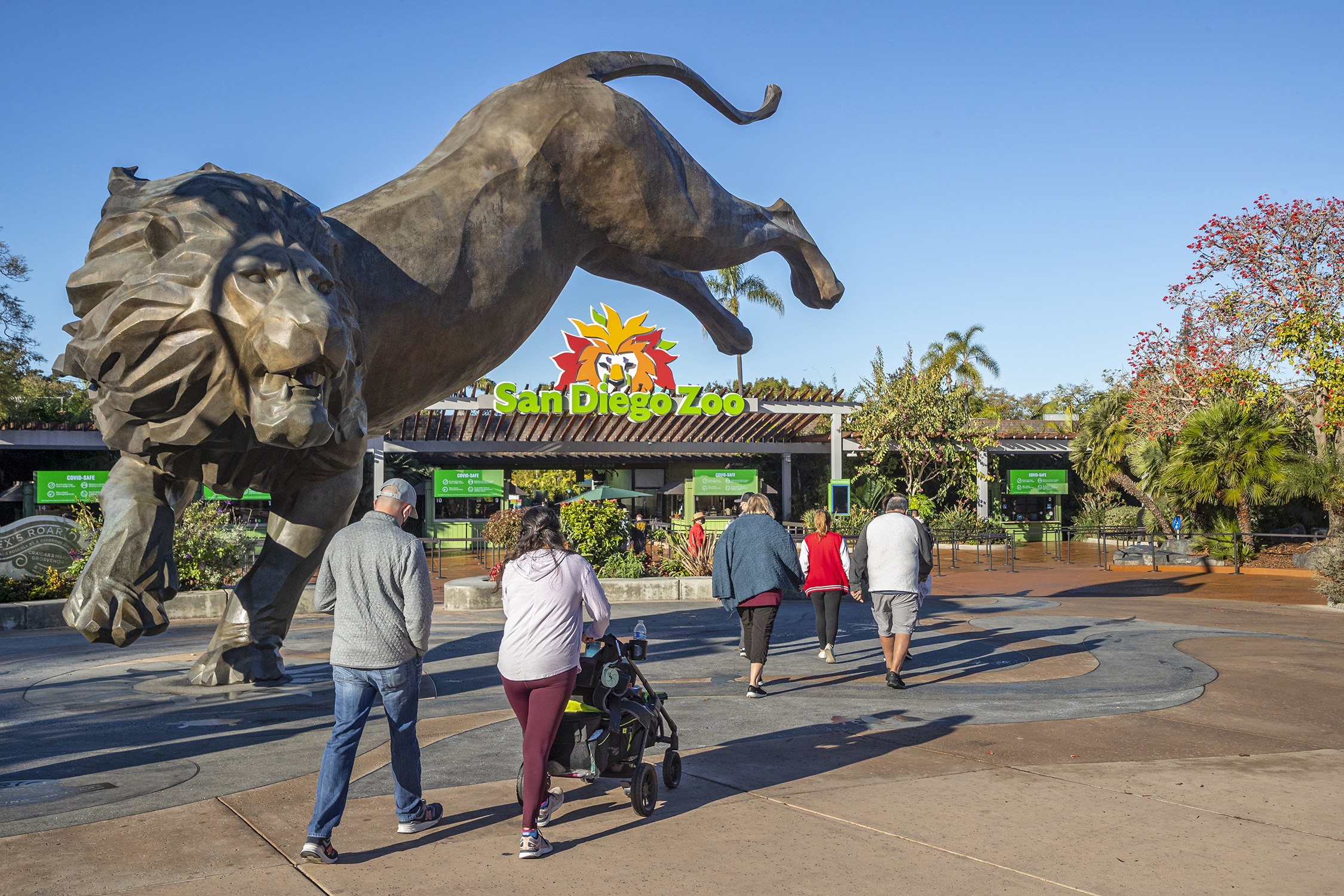
Socha lva Rexe